# Ferrari F50
A Ferrari F50 é um supercarro de motor central-traseiro, duas portas, roadster, produzido pela marca italiana Ferrari que foi apresentado em 1995 para celebrar o quinquagésimo aniversário da companhia. O carro possui  motor aspirado de 4.7L V12 com 60 válvulas (3 de admissão e 2 de exaustão por cilindro), que levava o carro à velocidade máxima de 328 km/h.
Foram fabricadas apenas 349 unidades, uma a menos do que a Ferrari estimava que podia vender. Isso porque, segundo Antonio Ghini (diretor de comunicação da Ferrari), "Ferraris são carros culturais, um monumento. Eles devem ser difíceis de encontrar, então iremos produzir um carro a menos que o mercado". O último F50 foi produzido em Maranello na Itália em julho de 1997.

## Especificações
Geral
- Preço (1995): $ 669.690
- Fabricação: Maranello, Itália
- Número de produção: 349 (1995 até Julho de 1997)

Cores / Unidades
- Rosso Corsa (Vermelho) / 302
- Giallo Modena (Amarelo) / 31
- Rosso Barchetta (Vermelho escuro) / 8
- Argento Nurburgring (Prata) / 4
- Nero Daytona (Preto) / 4

Dimensões
- Peso: 1230 kg
- Comprimento: 4480 mm
- Largura: 1986 mm
- Altura: 1120 mm

Motor
- Nome: Tipo F130, modelo SFE 5.0 VJGAEA
- Posição: Traseiro-central
- Configuração: 12 cilindros em "V" a 65°, 5 válvulas por cilindro (3 de admissão com 2 de exaustão)
- Aspiração: Natural
- Peso: 198 kg
- Cilindradas: 4698 cc
- Potência: 520 cv @ 8000 rpm
- Torque: 48,0 kgfm @ 6500 rpm
- Transmissão: manual de 6 velocidades

Desempenho
- 0–100 km/h: 3.7 segundos
- 0–1000 m: 21.1 segundos
- 100–0 km/h (frenagem): 34 metros
- Velocidade máxima: 325 km/h

## Corridas

### Ferrari F50 GT
A Ferrari desenvolveu, em 1996, uma variação da F50 voltada para as pistas. O carro tinha um teto fixo, grande spoiler traseiro, spoiler dianteiro novo e muitos outros ajustes. O motor V12 4,7 litros foi afinado para gerar cerca de 750 cv. Em testes, o carro provou ser mais rápido até do que a 333 SP, carro construído pela Michelotto e que possuía a mesma mecânica da F50 GT. No entanto, isso passou despercebido, já que a Ferrari cancelou o projeto F50 GT, com o intúito de voltar suas atenções à Fórmula 1.